# Fermana Football Club 2020-2021
Questa voce raccoglie le informazioni riguardanti la Fermana Football Club nelle competizioni ufficiali della stagione 2020-2021.

## Stagione
Nella stagione 2020-2021 la Fermana disputa il girone B del campionato di Serie C, raccoglie 42 punti con il tredicesimo posto. Il campionato ha promosso in Serie B il Perugia, la Fermana nelle prime tredici gare viene allenata da Mauro Antonioli, poi sostituito da Giovanni Cornacchini, che porta a termine la stagione. Ottiene 22 punti nel girone di andata e 20 nel girone di ritorno, chiudendo il torneo con 4 punti di vantaggio sui Play-out. Il piemontese Samuele Neglia autore di 11 reti, è il miglior marcatore stagionale dei gialloblù marchigiani. Per questa stagione il Consiglio Federale ha deciso di non far disputare la Coppa Italia di Serie C, per il protrarsi della Pandemia da Covid-19.

## Divise e sponsor
Lo sponsor tecnico per la stagione 2020-2021 è Macron, mentre gli sponsor ufficiali sono XL Extralight e Vega.

## Organigramma societario
Area direttiva
- Presidente: Umberto Simoni
- Amministratore Unico e Direttore Generale: Fabio Massimo Conti
- Direttore Operativo: Michele Di Bari
- Segretario Sportivo-Amministrativo: Antonio Pagliuca
- Club Manager: Walter Matacotta

Area comunicazione e marketing
- Responsabile Comunicazione: Roberto Cruciani
- responsabile Marketing & Social: Nunzio Danilo Ferraioli
- Area Marketing: Fabrizio Nascimbeni
- Responsabile Official Store: Alessandra Iacopini
- Direttore addetto agli ufficiali di gara: Enrico Guidi
- SLO: Rossano Di Biagio
- Speaker: Stefano Castori, Paolo Rocchi
- Delegato per la gestione dell'evento: Orietta Contisciani
- Vicedelegato per la gestione dell'evento: Mauro Cesari

Area sportiva
- Direttore sportivo: Massimo Andreatini
- Team Manager: Andrea Di Salvatore

Area tecnica
- Allenatore: Mauro Antonioli fino alla 14ª giornata; poi Giovanni Cornacchini
- Vice Allenatore: Ivan Piccoli
- Preparatore dei portieri: Francesco Ripa
- Preparatore atletico: Roberto De Luce
- Magazzinieri: Childerico Tomassini, Enrico Recchioni

Area sanitaria
- Responsabile Sanitario: Giovanni Staffilano
- Medici sociali: Marco Conio, Paolo Paoloni, Andrea Stronati, Eugenio Tosco, Alessio Menghini
- Fisioterapista: Walter Costi
- Massaggiatore: Andrea Ramini
- Collaboratore sanitario: Cristian Piergentili
- Nutrizionista: Marco Postacchini

Area Stadio
Responsabile Controllo Accessi: Stefano Squadrini
Custode stadio: Eugenio, Andrenacci, Maurizio Germani
Collaboratori: Fabio Giacopetti, Franco Raccichini, Ugo Ferracuti, Andrea Turtù

## Rosa
Dal sito internet ufficiale della società
| N. |                   | Ruolo | Calciatore        |
| -- | ----------------- | ----- | ----------------- |
| 1  | Italia (bandiera) | P     | Paolo Ginestra    |
| 2  | Italia (bandiera) | D     | Claudio Manzi     |
| 3  | Italia (bandiera) | D     | Davide Mordini    |
| 4  | Italia (bandiera) | C     | Gianluca Urbinati |
| 5  | Italia (bandiera) | D     | Marco Comotto     |
| 6  | Italia (bandiera) | D     | Marco Manetta     |
| 7  | Italia (bandiera) | A     | Luigi Liguori     |
| 8  | Italia (bandiera) | C     | Valerio Labriola  |
| 9  | Italia (bandiera) | A     | Luca Cognigni     |
| 10 | Italia (bandiera) | C     | Ilario Iotti      |
| 11 | Italia (bandiera) | A     | Samuele Neglia    |
| 12 | Italia (bandiera) | P     | Nunzio Zizzania   |
| 13 | Italia (bandiera) | D     | Adriano Esposito  |
| 14 | Italia (bandiera) | D     | Edoardo Scrosta   |
| 16 | Italia (bandiera) | C     | Giuseppe Staiano  |

| N. |                     | Ruolo | Calciatore            |
| -- | ------------------- | ----- | --------------------- |
| 17 | Italia (bandiera)   | A     | Kingsley Boateng      |
| 18 | Italia (bandiera)   | A     | Luca Cremona          |
| 19 | Italia (bandiera)   | C     | Lorenzo Grossi        |
| 20 | Italia (bandiera)   | D     | Donato De Pascalis    |
| 21 | Italia (bandiera)   | D     | Nicolò Sperotto       |
| 22 | Italia (bandiera)   | P     | Elia Tantalocchi      |
| 23 | Italia (bandiera)   | A     | Simone D'Anna         |
| 24 | Italia (bandiera)   | D     | Stefano Rossoni       |
| 25 | Italia (bandiera)   | A     | Ciro Palmieri         |
| 26 | Italia (bandiera)   | C     | Niccolò Bigica        |
| 27 | Slovenia (bandiera) | C     | Elian Demirovič       |
| 28 | Italia (bandiera)   | A     | Simone Raffini        |
| 29 | Croazia (bandiera)  | A     | Paolo Grbac           |
| 30 | Italia (bandiera)   | P     | Samuele Massolo       |
| 31 | Italia (bandiera)   | A     | Francesco Intinacelli |

## Serie C - girone B

### Girone di andata
| Arbitro: | Acanfora (Castellammare di Stabia) |

|  |           |                     |
|  | Marcatori | 72’ (rig.) Guccione |

| Arbitro: | Di Marco (Ciampino) |

|                                           |           |  |
| Beccaro 6’ El Kaouakibi 33’ Casiraghi 68’ | Marcatori |  |

| Arbitro: | Maranesi (Ciampino) |

|              |           |             |
| Angiulli 54’ | Marcatori | 3’ Cognigni |

| Arbitro: | Natilia (Molfetta) |

|  |           |            |
|  | Marcatori | 2’ Bifulco |

| Arbitro: | Pashuku (Albano Laziale) |

|                                 |           |  |
| S. Negro 12’ Moscati 43’ (rig.) | Marcatori |  |

| Arbitro: | Ancora (Roma) |

|                        |           |                      |
| Neglia 22’, 60’ (rig.) | Marcatori | 4’ (rig.) Sainz-Maza |

| Arbitro: | E. Longo (Cuneo) |

|  |           |             |
|  | Marcatori | 50’ Boateng |

| Arbitro: | Calzavara (Varese) |

|  |           |              |
|  | Marcatori | 66’ Carletti |

| Arbitro: | Ubaldi (Roma) |

|                |           |            |
| Bortolussi 18’ | Marcatori | 38’ Neglia |

| Fermo 11 novembre 2020, ore 20:45 UTC+1 10ª giornata | Fermana          | 0 – 0 referto | Fano | Stadio Bruno Recchioni\| Arbitro: \| Collu (Cagliari) \| |
| Arbitro:                                             | Collu (Cagliari) |               |      |                                                          |

| Fermo 15 novembre 2020, ore 17:30 CET 11ª giornata | Fermana                       | 0 – 0 referto | Arezzo | Stadio Bruno Recchioni\| Arbitro: \| Pascarella (Nocera Inferiore) \| |
| Arbitro:                                           | Pascarella (Nocera Inferiore) |               |        |                                                                       |

| Arbitro: | Kumara (Verona) |

|                                    |           |                 |
| Giorico 2’ Petrella 28’ Mensah 55’ | Marcatori | 53’ De Pascalis |

| Arbitro: | Cherchi (Carbonia) |

|             |           |              |
| Boateng 13’ | Marcatori | 14’ Calcagni |

| Arbitro: | Scarpa (Collegno) |

|             |           |  |
| Prezioso 1’ | Marcatori |  |

| Arbitro: | Andreano (Prato) |

|                              |           |              |
| Demirovic 29’ Urbinati 90+2’ | Marcatori | 90+3’ Mokulu |

| Arbitro: | Bordin (Bassano del Grappa) |

|             |           |               |
| Carraro 46’ | Marcatori | 90+3’ Boateng |

| Arbitro: | Madonia (Palermo) |

|                        |           |  |
| Neglia 20’ (53), rig.’ | Marcatori |  |

| Arbitro: | Zucchetti (Siena) |

|           |           |               |
| Danti 32’ | Marcatori | 83’ Demirovic |

| Arbitro: | Sfira (Pordenone) |

|                               |           |                 |
| Neglia 16’ (rig.) Boateng 49’ | Marcatori | 3’ F. Antonelli |

### Girone di ritorno
| Arbitro: | Grasso (Ariano Irpino) |

|              |           |  |
| Guccione 62’ | Marcatori |  |

| Arbitro: | Rutella (Enna) |

|            |           |             |
| Neglia 72’ | Marcatori | 10’ Vinetot |

| Arbitro: | Marini (Trieste) |

|                   |           |  |
| Neglia 48’ (rig.) | Marcatori |  |

| Arbitro: | Maggio (Lodi) |

|             |           |  |
| Chiricò 19’ | Marcatori |  |

| Arbitro: | Rutella (Enna) |

|             |           |          |
| Boateng 56’ | Marcatori | 18’ Elia |

| Arbitro: | Centi (Viterbo) |

|                   |           |              |
| Fedato 51’ (rig.) | Marcatori | 41’ Cognigni |

| Arbitro: | Lovison (Padova) |

|                            |           |  |
| S. D'Anna 50’ Cognigni 75’ | Marcatori |  |

| Carpi 28 febbraio 2021, ore 12:30 CET 27ª giornata | Carpi          | 0 – 0 referto | Fermana | Stadio Sandro Cabassi\| Arbitro: \| Luciani (Roma) \| |
| Arbitro:                                           | Luciani (Roma) |               |         |                                                       |

| Arbitro: | Galipò (Firenze) |

|                      |           |                |
| S. D'Anna 35’, 45+3’ | Marcatori | 77’ Sorrentino |

| Arbitro: | Fontani (Siena) |

|            |           |            |
| Scimia 80’ | Marcatori | 46’ Neglia |

| Arbitro: | Garofalo (Torre del Greco) |

|                           |           |  |
| Di Paolantonio 71’ (rig.) | Marcatori |  |

| Arbitro: | F. Longo (Paola) |

|                        |           |                        |
| Urbinati 2’ Neglia 44’ | Marcatori | 73’ G. Gomez 83’ Sarno |

| Arbitro: | Calzavara (Varese) |

|                                                           |           |         |
| Leonetti 4’, 45+1’ Moretti 10’ Volpicelli 35’ (rig.), 66’ | Marcatori | 8’ Cais |

| Arbitro: | Marotta (Sapri) |

|              |           |  |
| Neglia 90+3’ | Marcatori |  |

| Ravenna 3 aprile 2021, ore 17:30 CEST 34ª giornata | Ravenna        | 0 – 0 referto | Fermana | Stadio Bruno Benelli\| Arbitro: \| Vergaro (Bari) \| |
| Arbitro:                                           | Vergaro (Bari) |               |         |                                                      |

| Arbitro: | Milone (Taurianova) |

|             |           |                                                 |
| Boateng 17’ | Marcatori | 33’, 63’ Guerra 45+1’ S. Guidetti 54’ Scarsella |

| Arbitro: | Caldara (Como) |

|               |           |              |
| E. Marchi 75’ | Marcatori | 87’ Urbinati |

| Arbitro: | Baratta (Rossano) |

|  |           |                 |
|  | Marcatori | 90+4’ De Marchi |

| Arbitro: | Carella (Bari) |

|                                               |           |             |
| Grandolfo 5’ (rig.), 33’ Bulevardi 18’ (rig.) | Marcatori | 45+2’ Iotti |

### Statistiche di squadra
| Competizione | Punti | In casa | In casa | In casa | In casa | In casa | In casa | In trasferta | In trasferta | In trasferta | In trasferta | In trasferta | In trasferta | Totale | Totale | Totale | Totale | Totale | Totale | DR |
| Competizione | Punti | G       | V       | N       | P       | Gf      | Gs      | G            | V            | N            | P            | Gf           | Gs           | G      | V      | N      | P      | Gf     | Gs     | DR |
| ------------ | ----- | ------- | ------- | ------- | ------- | ------- | ------- | ------------ | ------------ | ------------ | ------------ | ------------ | ------------ | ------ | ------ | ------ | ------ | ------ | ------ | -- |
| Serie C      | -     | 0       | 0       | 0       | 0       | 0       | 0       | 0            | 0            | 0            | 0            | 0            | 0            | 0      | 0      | 0      | 0      | 0      | 0      | 0  |
| Totale       | -     | 0       | 0       | 0       | 0       | 0       | 0       | 0            | 0            | 0            | 0            | 0            | 0            | 0      | 0      | 0      | 0      | 0      | 0      | 0  |

### Andamento in campionato
| Giornata  | 1 | 2 | 3 | 4 | 5 | 6 | 7 | 8 | 9 | 10 | 11 | 12 | 13 | 14 | 15 | 16 | 17 | 18 | 19 | 20 | 21 | 22 | 23 | 24 | 25 | 26 | 27 | 28 | 29 | 30 | 31 | 32 | 33 | 34 | 35 | 36 | 37 | 38 |
| --------- | - | - | - | - | - | - | - | - | - | -- | -- | -- | -- | -- | -- | -- | -- | -- | -- | -- | -- | -- | -- | -- | -- | -- | -- | -- | -- | -- | -- | -- | -- | -- | -- | -- | -- | -- |
| Luogo     | C | T | T | C | T | C | T | C | T | C  | C  | T  | C  | T  | C  | T  | C  | T  | C  | T  | C  | C  | T  | C  | T  | C  | T  | C  | T  | T  | C  | T  | C  | T  | C  | T  | C  | T  |
| Risultato | P | P | N | P | P | V | V | P | N | N  |    |    |    |    |    |    |    |    |    |    |    |    |    |    |    |    |    |    |    |    |    |    |    |    |    |    |    |    |
| Posizione |   |   |   |   |   |   |   |   |   |    |    |    |    |    |    |    |    |    |    |    |    |    |    |    |    |    |    |    |    |    |    |    |    |    |    |    |    |    |

Fonte:  Serie C - Girone B, su calcio.com. URL consultato il 21 novembre 2020 (archiviato dall'url originale il 16 novembre 2020).
Legenda:

Luogo: C = Casa; T = Trasferta. Risultato: V = Vittoria; N = Pareggio; P = Sconfitta.